# Edinburgh Chess Club

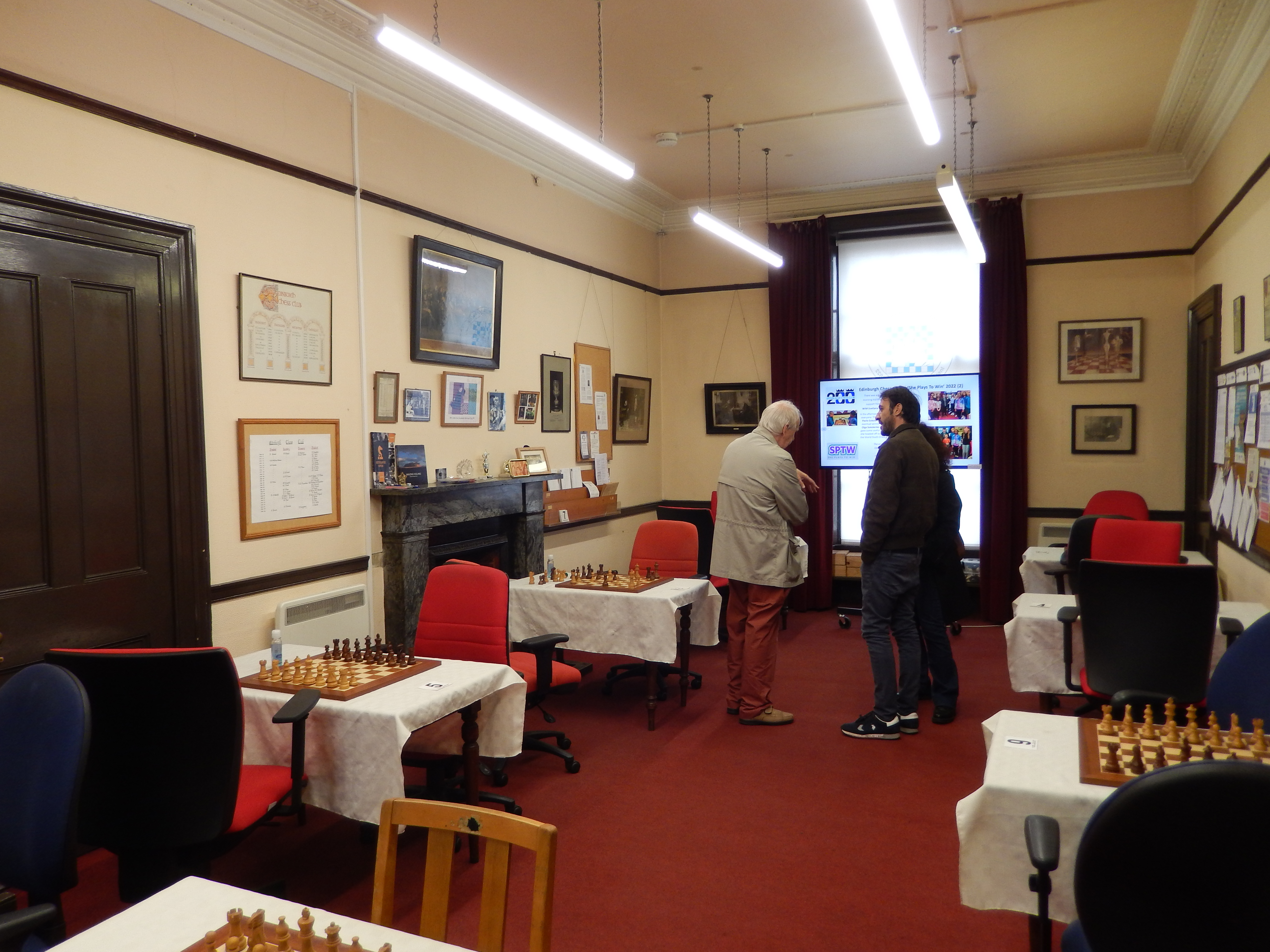
Edinburgh Chess Club

O Edinburgh Chess Club é um clube de xadrez escocês fundado no Século XVIII.

## História
Fundado em 1822, com apenas 31 membros, o clube ganhou notoriedade enxadrística ao desafiar o tradicional  London Chess Club para um série de cinco partidas epistolares disputadas entre 1824 e 1828. O Edinburgh venceu a disputa com duas vitórias e dois empates que ficou conhecida como Taça Gambito Escocês.  
O clube teve várias dificuldades financeiras durante os primeiros 100 anos de existência, refletindo em mudança constantes de sua sede.  Entretanto, no aniversário do seu centenário, através de várias generosas doações de seus sócios, foi comprada sua atual sede localizada na Alva Street, na parte oeste da cidade.
O Edinburgh Chess Club disputou ainda outras partidas epistolares contra clubes de outras cidades européias incluindo Turim em 1911, Newcastle em 1916 e Paris em 1923.

## Curiosidades
A primeira referência histórica da abertura Gambito Escocês foi utilizada nesta série de partidas entretanto foram os enxadristas londrinos que utilizaram a abertura.  Os enxadristas do clube escocês gostaram tanto desta abertura que a adotaram em duas partidas seguintes.

## Referência Externa
Edinburgh Chess Club sítio oficial, em inglês.